# Maciej Dąbrowski (youtuber)
Maciej Dąbrowski, pseud. Człowiek Warga lub Dombro (ur. 20 maja 1984 w Katowicach) – polski youtuber, aktor dubbingowy, prezenter telewizyjny, reżyser oraz osobowość medialna, prowadzący kanał Z Dvpy w serwisie internetowym YouTube. Tworzy też muzykę pod pseudonimem Warga. Od 2024 związany z redakcją Kanału Zero.

## Życiorys
Na początku lat 2000. pracował dla MTV i firmy Rochstar. W 2004 został prezenterem w MTV Polska. Pracował w TVN przy programie Szymon Majewski Show, w którym prezentowano m.in. współtworzony przez niego segment U1 Bator TV. W 2006 zadebiutował jako reżyser teledyskiem do piosenki Michała Milowicza „Polska ole, ole”.
W listopadzie 2013 założył kanał na YouTube o nazwie Z Dupy, który później zmienił nazwę na Z Dvpy, aby nie być cenzurowanym przez algorytm YouTube. Kanał zdobył szybko dużą popularność ze względu na jego kontrowersyjność oraz prosty, humorystyczny przekaz. Na kanale prowadzi dużo serii, m.in.: Z Dupy, w której opowiada o bieżących sprawach na świecie, Zdupping, w której humorystycznie parodiuje filmy, Strzał z D, w której dzieli się swoimi przemyśleniami na dany temat, lub POKA POKA (pierwotnie nazywany ITPITD), w której ocenia memy swoich fanów, muzykę artystów z podziemia oraz miniaturki filmów na karcie „na czasie” w serwisie YouTube. Do listopada 2021 kanał zdobył 1,5 mln subskrypcji oraz ponad 378 mln wyświetleń. 17 stycznia 2017 otworzył kanał gamingowy o nazwie PrzeGryw, który do listopada 2021 zdobył 171 tys. subskrypcji oraz ponad 39 mln wyświetleń.
18 lipca 2017 nawiązał współpracę z Play i wydał utwór „To będzie legendarne” wraz z teledyskiem, który promował festiwal Przystanek Woodstock. Na festiwalu zagrał też swój debiutancki koncert. 21 grudnia 2018 pod pseudonimem Warga wydał singel „Warszawskie powietrze”. W 2019 pojawiły się single „Reflektory”, „Interstellar” oraz „Czarne brylanty”. Wszystkie single, oprócz „Interstellar”, znalazły się na jego debiutanckim albumie pt. Pół Serio, który wydał 20 maja 2019 nakładem wytwórni My Music. Płyta dotarła do trzeciego miejsca na liście OLiS. 23 sierpnia 2019 wydał singel „Globalne ocieplenie”, namawiający do walki z globalnym ociepleniem. 12 marca 2020 wydał utwór „Dedal”. 1 sierpnia 2021 zaśpiewał gościnnie w utworze „Ocean Drive” zespołu Bogdano Banani Deluxe.
24 września 2020 opublikował na kanale Z Dvpy film o nazwie 47 rzeczy, które wk@&€#ją w Gorzowie Wielkopolskim, w którym humorystycznie skrytykował Gorzów Wielkopolski. W nagraniu wystąpili gorzowscy ratownicy medyczni, a dwóch z nich zostało później zwolnionych z pracy.
Od kwietnia do października 2023 był współprowadzącym programu „KS Poranek” w Kanale Sportowym. Krzysztof Stanowski zakończył współpracę z Dąbrowskim w związku z nagraniem opublikowanym na YouTube w 2014, na którym youtuber zadaje nieobyczajne pytania. W listopadzie 2023 roku Dąbrowski wrócił do "KS Poranek". W połowie stycznia 2024 roku Dąbrowski przeszedł z Kanału Sportowego do poranków w prowadzonym przez Stanowskiego Kanale Zero.

## Życie prywatne
Jest bratem tenisisty Bartłomieja Dąbrowskiego. Jest żonaty z modelką i wokalistką Aleksandrą „Mishon” Kasprzyk, która prowadzi własny kanał na YouTube o nazwie MishON. Mają syna, Tymona, któremu 13 maja 2019 założyli kanał na YouTube o nazwie TY monster.

## Dyskografia

### Albumy studyjne
| Rok  | Dane dot. albumu                                             | Najwyższa pozycja na liście |
| Rok  | Dane dot. albumu                                             | POL                         |
| ---- | ------------------------------------------------------------ | --------------------------- |
| 2019 | Pół Serio - Data wydania: 20 maja 2019 - Wytwórnia: My Music | 3                           |

## Filmografia
- 2015: Smok (w cyklu Legendy polskie) – człowiek warga
- 2016: Rick i Morty – pan Kupkazpupki (polski dubbing)[12]
- 2020: Wszyscy moi przyjaciele nie żyją – gość palący fajkę przed domem
- 2021: Bóg internetów – Maciek „Z Dupy”
- 2021: Pierwsza miłość – Eryk, barman w barze, kochanek Sylwii Koneckiej, potem Żukowskiej (odc. 3309, 3316, 3318, 3322)

Źródło:.